# Eduard Kuhnemann
Eduard Kuhnemann (* um 1816 in Köthen; † 10. Dezember 1887 in Leipzig) war Oberbürgermeister der Stadt Zerbst sowie Abgeordneter des Landtags des Herzogtums Anhalt.

## Leben
Eduard Kuhnemann immatrikulierte sich 1839 im Alter von 23 Jahren zum Jurastudium an der Universität Leipzig.
1851 war er als Untersuchungsrichter am Kreisgericht Zerbst im Fürstentum Anhalt-Dessau tätig, bevor er am 11. Oktober 1852 als Nachfolger des aus dem Amt gedrängten demokratisch gewählten Bürgermeisters Friedrich Alter zur Verwaltung der Stadt Zerbst eingesetzt wurde. Am 3. Oktober 1863 erfolgte seine Ernennung zum Oberbürgermeister. 1880 ging er in Pension und zog nach Leipzig, wo er bis zu seinem Tod lebte.
Nicht zu verwechseln ist Kuhnemann mit einem 1833 als Oberlandesgerichtsassessor in Ratibor und 1835 als Justizrat der Stadt Pleschen nachweisbaren Namensvetter.

## Abgeordneter
In den Wahlperioden von 1859 bis 1872 war Kuhnemann Abgeordneter im Landtag des Herzogtums Anhalt.

## Auszeichnungen
- Ritter I. Klasse des Hausordens Albrechts des Bären im Jahre 1877[5]